# Hokej na trawie na Letnich Igrzyskach Olimpijskich 2000
Wyniki turnieju hokeja na trawie rozegranego podczas Letnich IO w Sydney. W turnieju uczestniczyła również Polska, ale rywalizację o medal zakończyła na przedostatnim miejscu w grupie B.

## Mężczyźni

### Grupa A
- Pakistan
- Holandia
- Niemcy
- Wielka Brytania
- Malezja
- Kanada

### Grupa B
- Australia
- Korea Południowa
- Indie
- Argentyna
- Polska
- Hiszpania

### Medaliści
| Lp. | Państwo          | Medal |
| --- | ---------------- | ----- |
| 1   | Holandia         |       |
| 2   | Korea Południowa |       |
| 3   | Australia        |       |

## Kobiety

### Grupa C
- Australia
- Argentyna
- Hiszpania
- Wielka Brytania
- Korea Południowa

### Grupa D
- Nowa Zelandia
- Chiny
- Holandia
- Niemcy
- Południowa Afryka

### Medalistki
| Lp. | Państwo   | Medal |
| --- | --------- | ----- |
| 1   | Australia |       |
| 2   | Argentyna |       |
| 3   | Holandia  |       |